# 2028
2028 (MMXXVIII) va fi un an bisect în calendarul gregorian, care va începe într-o zi de sâmbătă. Va fi al 2028-lea an de d.Hr., al 28-lea an din mileniul al III-lea și din secolul al XXI-lea, precum și al 9-lea an din deceniul 2020-2029.

## Evenimente anticipate
- 9 iunie–9 iulie: Campionatul European de fotbal din 2028
- 26 iunie: Asteroidul (153814) 2001 WN5 va trece pe lângă Pământ, la o distanță de aproximativ 248.000 km.
- 14–30 iulie: Jocurile Olimpice de vară din 2028 vor avea loc la Los Angeles
- 15–27 august: Jocurile Paralimpice de vară din 2028 vor avea loc la Los Angeles
- 7 noiembrie: Alegeri prezidențiale în SUA